# Aingirak Euskadi
Maillots
Aingirak Euskadi (« les Anguilles du Pays basque ») est un club de rugby à XIII en fauteuil roulant français fondé en 2011 et basé à Bidart (ou à Anglet[Quoi ?]), dans les Pyrénées-Atlantiques.
Le club évolue en  Championnat de France « Élite 1 » en 2019, division qu'il avait atteint dès la première année d'existence.

## Histoire
Le club est fondé en 2011 et atteint le nombre de treize licenciés en 2014. Dès la première année d'existence, il atteint la première division de la discipline.
En 2017, le club joue à Oyonnax , une photo humoristique de son équipe grelottant sous la neige étant publiée par le site internet Rugbynistère.
En 2019, le club participe à un match de gala contre les Dragons catalans ; y participent des personnalités du monde sportif comme Fabien Pelous, Titou Lamaison et Philippe Bernat-Salles. La même année , le club joue un match de championnat délocalisé à Rochefort du Gard contre Avignon.

## Palmarès
| Championnat de France             | Coupe de France                   |
| --------------------------------- | --------------------------------- |
| - Champion () : - Finaliste (-) : | - Vainqueur (-) - Finaliste (-) : |

## Joueurs ou personnalités notables
On peut citer le joueur Philippe Chappuis (alias « Titou ») à l'initiative de la création du club.

## Médias
Le club est suivi principalement par les journaux diffusés dans les Pyrénées-Atlantiques : Sud-Ouest par exemple. Au niveau national par  le magazine Planète XIII et le site internet Treize Mondial.